# Doña Francisquita (pel·lícula de 1934)
Doña Francisquita és una pel·lícula musical espanyola de 1934 dirigida pel cineasta jueu alemany Hans Behrendt, basado en la sarsuela homònima amb llibret de Federico Romero Sarachaga i Guillermo Fernández-Shaw, alhora basada en la comèdia La discreta enamorada de Félix Lope de Vega, amb música del mestre Amadeu Vives i la supervisió de José Giner Vives. Fou un gran èxit de públic en el seu moment i fou restaurada per la Filmoteca Espanyola el 2019.

## Sinopsi
Francisquita estima en secret a Fernando, però aquest s'ha enamorat d'Aurora, una madrilenya castissa acostumada a coquetejar amb tots els homes. Cardona amic de Fernando decideix ajudar a Francisquita, fins i tot a risc d'embullar-ho tot.

## Repartiment
- Raquel Rodrigo
- Antonio Palacios
- Matilde Vázquez
- Manuel Vico
- Fernando Cortés
- Felix de Pomés
- Antonia Arévalo
- Issa Halma
- Asunción Saez
- Antonio Zaballos
- Andrés Carranque de Ríos
- Francisco Cejuela
- Antonio Arévalo
- Francisco Cejuela
- Arthur Duarte